# Kahnschnabelreiher
Der Kahnschnabelreiher  (Cochlearius cochlearius) oder Kahnschnabel gehört innerhalb der Familie der Reiher (Ardeidae) zur monotypischen Gattung Cochlearius.

## Beschreibung
Der Kahnschnabelreiher erreicht eine Größe von 50 bis 60 cm sowie ein Gewicht von 500 bis 1.000 Gramm. Männchen werden deutlich größer und schwerer als Weibchen. Markantes Merkmal ist seine recht große Federhaube, die schwarz gefärbt ist. Das Gefieder ist überwiegend grau. Stirn, die Seiten des Kopfes und der Kehlbereich sind weiß. Bauch und Beinbefiederung weisen eine gräuliche bis bräunliche Färbung auf. Der Kahnschnabelreiher hat für eine Art aus der Familie der Reiher eine ungewöhnliche Schnabelform. Er ist kurz und breit und somit nicht zum Stochern nach Beute geeignet. Sein Schnabel hat die Funktion eines Schöpfschnabels und ist 8 cm lang und 5 cm breit. Als nachtaktiver Jäger verfügt er über große Augen, mit denen er sich in der Nacht vorzüglich orientieren kann. Kahnschnäbel sind Einzelgänger. Die Lebenserwartung liegt bei rund 25 Jahren.

## Verbreitung

Verbreitungsgebiet (grün) des Kahnschnabelreihers

Der Kahnschnabelreiher kommt von Mexiko bis Brasilien in ganz Mittel- und dem nördlichen Südamerika vor. Er bevorzugt dicht bewaldete Flussufer und Mangrovensümpfe.

## Nahrung
Fische, Krebstiere, Insekten, kleine Amphibien, aber auch kleine Säugetiere gehören zur bevorzugten Nahrung des Kahnschnabelreihers.

## Fortpflanzung
Die Geschlechtsreife wird mit rund 3 Jahren erreicht. Abhängig vom Verbreitungsgebiet kann eine Paarung ganzjährig erfolgen. Kahnschnabelreiher leben außerhalb der Balz/Brut als Einzelgänger. Während der Brutzeit gesellen sie sich aber zu Kolonien zusammen. Das Männchen trägt während der Balz seine Federhaube zur Schau. Weiteres Merkmal der Balz ist das Klappern der Schnäbel von beiden Geschlechtern. Die Nester werden aus Reisig in mittlerer Höhe auf Bäumen in Wassernähe errichtet. Das Weibchen legt zwischen 2 und 4 bläuliche Eier, die von beiden Altvögeln 25–28 Tage bebrütet werden. Die Eier haben ein durchschnittliches Gewicht von 35 Gramm.

## Unterarten
Es sind folgende Unterarten bekannt:
- Cochlearius cochlearius zeledoni (Ridgway, 1885)[2] kommt im westlichen Mexiko vor.
- Cochlearius cochlearius phillipsi Dickerman, 1973[3]	ist im östlichen Mexiko und in Belize verbreitet.
- Cochlearius cochlearius ridgwayi Dickerman, 1973[3] kommt im südlichen Mexiko bis Honduras vor.
- Cochlearius cochlearius panamensis Griscom, 1926[4] ist in Costa Rica und Panama verbreitet.
- Cochlearius cochlearius cochlearius (Linnaeus, 1766)[5] kommt im nördlichen und zentralen Südamerika vor.

## Etymologie und Forschungsgeschichte
Die Erstbeschreibung des Kahnschnabelreihers erfolgte 1766 durch Carl von Linné unter dem wissenschaftlichen Namen Cancroma Cochlearia. Als Verbreitungsgebiet gab er Guyana an. 1760 führte Mathurin-Jacques Brisson die neue Gattung Cochlearia ein. Gattungsname und Artname leiten sich von lateinisch cocleare, coclearis, cochlearium, coclea ‚Löffel in Form eines Schneckenhauses, Schnecke‘ ab. Panamensis bezieht sich auf Panama. Ridgwayi ist Robert Ridgway (1850–1929) gewidmet, phillipsi Allan Robert Phillips (1914–1996) und zeledoni José Castulo Zeledón (1846–1923). Alfred Laubmann hatte für sein Werk Die Vögel von Paraguay einen Balg eines Jungtieres, gesammelt am Río Paraguay zwischen Asuncion und Concepción, zur Verfügung. Das Exemplar hatte das typische bräunliches Jugendkleid. In der Literatur erwähnte John Graham Kerr, dass er deren Kopf als Trophäe bei den Indianern am  Río Pilcomayo gesehen hat. Ein zweiter Nachweis sah Laubmann ebenfalls am Río Pilcomayo durch Arnaldo de Winkelried Bertoni. Allerdings war er sich hier nicht ganz sicher, ob Bertoni sich nicht einfach nur auf die Beobachtungen Kerrs berief.